# Sigmar Solbach
Sigmar Solbach (ur. 3 października 1946 w Olpe) – niemiecki aktor filmowy i telewizyjny.

## Wybrana filmografia
- 1987: Klinika w Schwarzwaldzie (Die Schwarzwaldklinik) jako Lehrer Matthies
- 1987-90: Dziedzictwo Guldenburgów (Das Erbe der Guldenburgs) jako Jan Balbeck
- 1992: Tatort: Verspekuliert jako Ernst Bickel
- 2004: Rosamunde Pilcher jako Frank
- 2010: Jednostka specjalna „Dunaj” (SOKO Donau) jako Maximilian Meinsdorff
- 2013: Rosamunde Pilcher jako Sir Gerald Vermontsley